# Стеран

Циклопентанпергідрофенантрен, або стера́н — органічна сполука, що лежить в основі будови молекул багатьох біологічно і фізіологічно активних стероїдів; складається з конденсованої системи повністю гідрованого фенантрену і циклопентану.